# Porsche Tennis Grand Prix 1994
Porsche Tennis Grand Prix 1994 — жіночий тенісний турнір, що проходив на закритих кортах з твердим покриттям Filderstadt Tennis Centre у Фільдерштадті (Німеччина). Належав до турнірів 2-ї категорії в рамках Туру WTA 1994. Відбувсь усімнадцяте і тривав з 10 жовтня до 16 жовтня 1994 року. Восьма сіяна Анке Губер здобула титул в одиночному розряді й отримала 80 тис. доларів США, а також 300 рейтингових очок.

## Фінальна частина

### Одиночний розряд
Анке Губер —  Марі П'єрс 6–4, 6–2
- Для Губер це був 2-й титул в одиночному розряді за рік і 5-й — за кар'єру.

### Парний розряд
Джиджі Фернандес /  Наташа Звєрєва —  Манон Боллеграф /  Лариса Савченко 7–6(7–5), 6–4

## Розподіл призових грошей
| Дисципліна       | Дисципліна    | П       | Ф       | ПФ      | ЧФ     | 1/8    | 1/16   |
| Одиночний розряд | Призові гроші | $80,000 | $36,000 | $18,000 | $9,000 | $4,500 | $2,400 |